# Мьера, Висенте
Висе́нте Мье́ра Ка́мпос (исп. Vicente Miera Campos; 10 мая 1940, Сантандер, Испания) — испанский футболист и тренер. Известен выступлениями за мадридский «Реал» и победой на Олимпийских играх.

## Клубная карьера
Первым витком карьеры Мьеры стала полупрофессиональная команда «Нуэво Монтанья». Свою профессиональную карьеру он начал в 1957 году за клуб «Райо Кантабрия». За два года Висенте показал блестящую игру, и его заметили, а затем пригласили в главный клуб провинции — сантандерский «Расинг». Там он отыграл один сезон, проведя 30 матчей и забив один гол.
В 1961 году Мьера перешёл в «Реал Мадрид». Он быстро влился в команду, где были такие игроки как Ди Стефано, Пушкаш, Сантамария, и стал игроком основного состава.
Со «сливочными» Висенте Мьера стал 7-кратным чемпионом Испании, обладателем кубка Испании и победителем Кубка европейских чемпионов, а также вошёл в состав команды Ye-Ye.
После сезона 1968/69 Мьера переходит в хихонский «Спортинг». Но в «Спортинге» Висенте уже не блистал, он сыграл 14 матчей и завершил карьеру по окончании сезона.

## Тренерская карьера

### «Реал Овьедо»
В 1974 году первым клубом на тренерском поприще Висенте стал «Реал Овьедо», находившийся в Сегунде. В первом же сезоне подопечные Мьеры пробились в Примеру. В следующем сезоне «Реал Овьедо» вылетел из сильнейшей лиги Испании, уступив «Эльче» 1 очко. И в следующем сезоне «Овьедо» постигла неудача: клуб вылетел в Сегунду Б. После этого Висенте Мьера ушёл из «Реала Овьедо».

### «Спортинг» (Хихон)
В сезоне 1977/78 Висенте возглавил «Спортинг» из Хихона, клуб, в котором он завершил карьеру футболиста. Клуб окончил розыгрыш чемпионата Испании на 5 месте. Этот сезон можно считать успешным для клуба, который только в этом сезоне вышел в Примеру. Но в следующем сезоне Мьера добился ещё более крупного успеха, финишировав на втором месте, проиграв лишь «Реалу». После таких великолепных результатов Висенте Мьера покинул клуб.

### «Эспаньол» и возвращение в «Спортинг»
В сезоне 1979/80 Мьера стал руководить «Эспаньолом», но ничего с ним не добился. По этой причине он покинул команду и вернулся в «Спортинг», который в сезон отсутствия Висенте завоевал бронзовые медали. В сезоне 1980/81 «Спортинг» под руководством Висенте Мьеры занял 7 место, а в 1981/82 чуть не вылетел, заняв 14 место благодаря лучшей разнице забитых и пропущенных мячей, в связи с чем Мьера ушёл в отставку.

### Пауза и возвращение
Висенте Мьера взял 4-летнюю паузу, а после в сезоне 1986/87 стал главным тренером «Атлетико Мадрид». Команда заняла в чемпионате Испании 7 место, но руководство «Атлетико Мадрид» надеялось на более высокой результат и уволило Мьеру.
В 1988 году Висенте стал помощником главного тренера сборной испании Мигеля Муньоса и отправился с ней на Чемпионат Европы. Там сборная Испании провалилась, и весь тренерский штаб подал в отставку. В сезоне 1988/89 Мьера вернулся в свой первый клуб — «Реал Овьедо». Команда финишировала в чемпионате Испании на 12 месте, затем Висенте покинул клуб. В сезоне 1989/90 Висенте Мьера находился во главе «Тенерифе». Но и тут Мьера не сыскал удачу — клуб завершил чемпионат на 18 месте и вылетел в Сегунду, по причине этого Висенте уволился.

### Сборная Испании
В 1991 году Мьера стал главным тренером сборной Испании. Под его руководством она выиграла золото летних Олимпийских игр, проходивших в Барселоне. В группе сборная Испании обыграла сборную Катара со счетом 0:2, сборную Египта — 0:2 и сборную Колумбии со счетом 0:4, тем самым Сборная Испания набрала 6 очков (за победу давалось 2 очка) и вышла из группы с первого места. В четвертьфинале сборная Испания обыграла сборную Италии со счетом 1:0. В полуфинале испанцы сражались со сборной Ганы — 2:0, а в финале победили сборную Польши со счетом 3:2.
После триумфа на олимпиаде Висенте Мьера оставил пост главного тренера сборной Испании.

### «Расинг», «Эспаньол», «Севилья»
В сезоне 1994/95 Мьера находился во главе сантандерского «Расинга». Висенте и его подопечные ничего не добиваются, только лишь 12 место в Примере. В 1995/96 «Расинг» окончил чемпионат на 17 месте, после этого Висенте Мьера уходит из клуба.
В сезоне 1996/97 Висенте вновь становится главным тренером «Эспаньола», но, как и в прошлый раз, ничего с ним не завоевал, как итог 12 место, и Мьера покинул барселонский клуб.
В сезон 1997/98 Мьера руководительствовал находящейся в Сегунду «Севильей», но Висенте не смог вывести команду в Примеру. Висенте Мьера Кампос уходит из «Севильи» и завершает свою тренерскую карьеру.

## Достижения

### Игрока
«Реал Мадрид»
- Обладатель Кубка европейских чемпионов: 1966
- Чемпион Испании: 1962, 1963, 1964, 1965, 1967, 1968, 1969
- Обладатель Кубка Испании: 1962

### Тренера
Сборная Испании
- Летние Олимпийские игры: 1992